# 哈瓦那 (阿肯色州)
哈瓦那（英語：Havana）是一個位於美國阿肯色州耶爾縣的城市。

## 地理
哈瓦那的座標為35°06′40″N 93°31′45″W / 35.11111°N 93.52917°W，而該地的平均海拔高度為116米（即381英尺）。

## 人口
根據2020年美國人口普查的數據，哈瓦那的面積為1.56平方千米，皆為陸地。當地共有人口239人，而人口密度為每平方千米153人。